# Nisíades

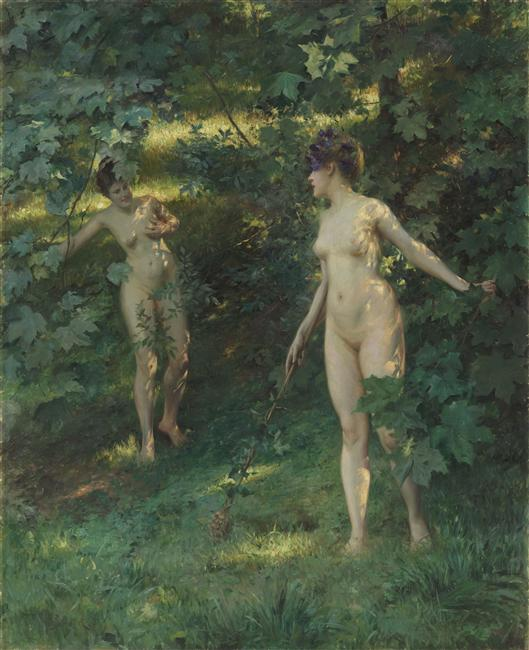
Óleo en lienzo de Julius LeBlanc Stewart (1855 - 1919): Ninfas de Nisa (Nymphes de Nysa, 1900). Museo de Orsay.

En la mitología griega, las Nisíades o Niseides (en griego antiguo Νυσιάδες Nysiádes) eran las ninfas del monte Nisa que cuidaron y criaron de infante al dios Dioniso. No tienen una tradición establecida y así los diferentes autores las denominan también como ninfas dodónides (oréades), náyades, híades o incluso oceánides.  Por extensión se las llama ciseides o «ninfas de la hiedra».
La mitografía tardía vinculaba a estas ninfas con las Híades. En la Biblioteca mitológica se nos dice que «Zeus eludió la cólera de Hera transformando a Dioniso en cabrito, y Hermes se lo llevó a las ninfas que habitaban en Nisa, en Asia, a las que después Zeus, catasterizadas, denominó Híades».
En uno de los Himnos homéricos se nos dice que estas ninfas (sin individualizarlas) recibieron al infante de manos de Zeus, padre de Dioniso, y que éstas lo cuidaron cariñosamente en los barrancos del Nisa, en una cueva fragante. Dioniso, una vez adulto, todavía las cuidaba desde lejos, en agradecimiento por sus servicios.
En las Fábulas se dice que pudieran ser hijas de Océano. «Estas ninfas son llamadas dodónides (otros las llaman náyades). Sus nombres son Ciseide, Nisa, Erato, Erifia, Dromia y Polihimno. Obtuvieron en el monte Nisa un regalo de su pupilo, que se lo había pedido a Medea, y quitándose de encima la vejez se volvieron jóvenes. Después, inmortalizadas entre las estrellas, son denominadas Híades. Otros dicen que se llamaban Arsínoe, Ambrosia, Bromia, Ciseide y Corónide».
En la Astronomía poética también se las vincula con el catasterismo de las Híades. Éstas, dice Ferécides, son las nodrizas de Líber (Dioniso), siete en número, que antes eran ninfas llamadas dodónidas. Sus nombres son los siguientes: Ambrosia, Eudora, Pedile, Coronis, Polixo, Fito y Tione. Se dice que fueron puestas en fuga por Licurgo y todas excepto Ambrosia se refugiaron con Teitas, como dice Asclepíades. Pero, según Ferécides, trajeron a Líber a Tebas y lo entregaron a Ino, por lo que Jove (Zeus) les dio las gracias colocándolas entre las estrellas.